# Миснагдим
Миснагдим (хебр. מתנגדים‎) или Митнагдим је јеврејска реч која буквалнбо значи опозиција, која се наноси на хасидски покрет Јевреја (Хабад Љубавич и сличне хасидијске секте јудаизма).
Углавном су припадници Митнагдима били Ашкенази.

## Историја
Много традиционалних рабина је видело препреку у брзом напредовању хасидског јудаизма, које су сматрали херетичким. Отац хасидијског покрета је рабин Израел Бен Елизер (такође познат и као Бал Шем Тов, скраченица Бешт; у преводу Господар доброг имена), име који су Јевреју далима посвећенима и чудотворним Јеврејима. Бал Шем Тов је учио да човеков однос са Богом зависан од његовог верског искуства, знања и поштовања детаља из Торе и Талмуда (јеврејске свете књиге).
Много Јевреја се на почетку плашило нових религијских покрета, поготово након неуспешних, месијанских покрета Шабетијанства (лидер рабин Шабетај Цви) и Франкиста (Јаков Франк). Сам Шабетај Цви је након наглог пораста Шабетијанства прешао у ислам и преузео име Мехмет Ефенди (умро је у црногорском граду Улцињ), док су Јакова Франка ухапсили 6. фебруара 1760, због ширења јереси. До тада је преобратио већ 26000 Јевреја. Док су присталице Шабетајизма прелазили у Ислам, следбеници Јакова Франка су прелазили у католичку веру.
Код латвијских Јевреја је било карактеристично добро познавање Талмуда. Хасидијски јудаизам је прво основан на том тлу, које је са поделом Посљко-латвијске државе постало део Руске Империје. Први документи о опозицији до хасидијског јудаизма потићу из белоруског града Шклов (1772). Тада су рабини и Јевреји били против нових религијских покрета у Белорусији. Забранили су хасидијским Јеврејима синагоге и ширење литературе и оптуживали хасидијске рабине. Неке од рабина су и ухапсили да би не дошли у контакт са локалним Јеврејима. Мали део латвијских Јевреја је прешло у хасидски покрет (Хабад Љубавичи, Слоним, Карлин и Којданов)

## ОпозицијаГаона из Вилњуса
Први напади на хасидиски јудаизам је поћео у време оснивача Хабад Љубавича. Велики Гаон из Вилњуса (у преводу Гениј из Вилњуса), Елијах бен Шломо Залман, два пута је одбио да се састане са хасидским рабином из Хабада-Шнеур Залмана. Први пут 1772 и још једном 1777. године. Објављен је херем (велики бојкот) од стране Гаона и Шнеур Залман се после тога преселио у Могиљов, а касније хтео и преселити у Палестину.
Гаон из Вилњуса је тада био главни лидер опозиције-Миснагдима. Он је веровао да су тврдње о чудима и визијама, направљене од хасидских Јевреја, лажи и заблуде. Веровао је да се може веровати и без "чуда и визија" и само са добрим познавањем Торе. Вођа хасидског покрета, Бал Шем Тов, је више вио фокусиран на довођење охрабрења и подизања морале јеврејског народа, нарочито је то, по њему, било битно после успешног устанка козака Богдана Хмељницког. Пуно Јевреја је тада потпало под козачки јарам. Познати су и погроми козака над Јеврејима под новом влашћу (1648–1654).
- Гаон из Вилњуса, лидер опозиције до хасидског јудаизма
- Покајање бивших присталица Сабатијанства (секта Сабетаја Цевиа) у Солуну
- Синагога у Јурбаркасу (данас Литванија), центар Миснагдима